# Escola Internacional Lenin
L'Escola Internacional Lenin va ser una centre oficial de formació fundat a Moscou per la Internacional Comunista el 1926. Va ser reprès després de la Segona Guerra Mundial i dirigit pel Partit Comunista de la Unió Soviètica (PCUS) fins a la dissolució de la Unió de Repúbliques Socialistes Soviètiques. S'hi va impartir tant cursos acadèmics com formació política pràctica amb l'objectiu de desenvolupar quadres polítics comunistes d'arreu del món.

## Història
L'Escola Internacional Lenin va ser fundada el 1926 com a instrument per a la «bolxevictzació» de les seves seccions nacionals, seguint les resolucions del Cinquè Congrés Mundial de la Komintern:
| « | Ajudar les seccions de la Komintern a elevar les qualificacions dels principals treballadors del partit, l'experiència revolucionària dels quals s'ha de reforçar a través de la preparació teòrica marxista-leninista, i per l'estudi directe i actiu de les experiències organitzatives i polítiques del PCUS i de les experiències i treball actual dels Partits Comunistes als països capitalistes i colonials. | » |

Aquest objectiu s'havia d'aconseguir mitjançant un curs intensiu d'un any d'estudis que incloïa economia i història, teoria marxista i l'estratègia i tàctiques emprades pel moviment comunista mundial. Els professors eren intel·lectuals destacats de la Komintern i la Unió Soviètica. El seu primer director va ser Nikolai Bukharin.
El grup d'estudiants que va començar l'ensenyament el maig de 1926 estava format per 70 persones d'arreu del món. Una dificultat a resoldre va ser la diversitat de llengües parlades pels participants, una situació que va requerir la utilització d'intèrprets. Els participants van utilitzar quatre idiomes: rus, alemany, anglès i francès.
Els cursos acadèmics impartits durant el primer any d'existència incloïen l'economia política, la història del PCUS, la història del moviment obrer mundial, la construcció de partits i la llengua russa. La instrucció es va basar en gran manera en la lectura dirigida intensiva, seguida de la discussió individualitzada amb els professors. A més, amb l'objectiu d'entrar en contacte amb la classe obrera soviètica, la classe inaugural d'estudiants es va dividir en grups d'entre tres i cinc i van anar a realitzar treballs manuals en fàbriques com a part de la seva experiència educativa. Al voltant de vuit hores setmanals es dedicaven a aquest treball.
Entre maig de 1926 i la seva finalització a mitjans de 1938, l'Escola Internacional Lenin va oferir formació acadèmica i ideològica a 3.500 estudiants comunistes de 59 països. La gran majoria dels estudiants provenien d'Europa i Amèrica del Nord, i una altra institució de formació afiliada a la Komintern, la Universitat Comunista de l'Est, va atendre la majoria d'estudiants dels països colonials.
El major nombre d'estudiants provenien d'Alemanya (370), Txecoslovàquia (320) i França, Polònia, Itàlia, els Estats Units d'Amèrica i la Xina van aportar entre 200 i 225 participants cadascun, Àustria 180 estudiants, la Gran Bretanya 150 més, i Espanya i Finlàndia 135 estudiants cadascun. Països com Romania, Bulgària, Grècia, Irlanda i Canadà 60 estudiants.
L'ensenyament va ser dirigit per comunistes exiliats que residien a Moscou d'Alemanya, Itàlia i Hongria, així com formadors russos. El pla d'estudis incloïa cursos sobre economia, filosofia, política, organització sindical, organització de partits, organització militar i problema agrari. També es va prestar una atenció especial a l'estudi de la Història del PCUS. Al final de cada semestre escolar, els estudiants havien de redactar un treball sobre un tema escollit per ells mateixos per a demostrar el domini de la matèria. Els estudiants que reeixien havien de tornar al seu país per assumir càrrecs executius o editorials o se'ls posava al servei de la Internacional Comunista en altres països.
Els estudiants de l'Escola Internacional Lenin van exercir responsabilitats importants com a caps de governs comunistes, com ara Josip Broz Tito a la República Federal Socialista de Iugoslàvia, Bolesław Bierut i Władysław Gomułka a Polònia, Erich Honecker i Walter Ulbricht a la República Democràtica Alemanya, o com a líders de partits d'oposició significatius en altres països, com ara els secretaris generals dels partits comunistes estatunidenc, francès, grec, hongarès, irlandès i sud-africà, és a dir, Gus Hall, Waldeck Rochet, Nikolaos Zachariadis, Ernő Gerő, Sean Murray i Moses Kotane, respectivament. Altres estudiants destacats de l'escola van ser Harry Haywood, James Larkin Jr, Markus Wolf i David Alfaro Siqueiros.
Després del tancament de l'Escola Internacional Lenin, la Komintern va crear una escola de quadres, camuflada com a escola agrícola, a Kushnarenkovo, de 1941 a 1943. L'historiador Wolfgang Leonhard va descriure-hi els seus estudis allà al llibre Die Revolution entlässt ihre Kinder.
L'Escola Internacional Lenin es va restablir després de la Segona Guerra Mundial i va continuar fins al final de la Unió Soviètica. Es trobava al número 49 de Leningradsky Prospekt, en un complex construït expressament amb aules, sales de cinema, biblioteca, botigues, restaurants i residències. També anomenat Institut de Ciències Socials, era una institució semiclandestina, i molts dels seus estudiants hi anaven amb pseudònims per motius de seguretat perquè eren membres de partits aleshores il·legals. Els graduats d'aquell període, que més tard van ocupar càrrecs destacats, són Alexander Dubček, Thabo Mbeki, John Dramani Mahama, Dimitris Khristófias i Nadia Valavani. L'experiència en primera persona ha estat descrita per John Mahama, Jim Riordan, Helena Sheehan i Kevin McMahon. Després de la fi de la Unió Soviètica, els seus locals van ser cedits a la Fundació Gorbatxov durant un temps i més tard a una universitat financera.